# Olimpas
Olimpas – żyjąca w I wieku postać biblijna, święty prawosławny.
Postać wymieniana jest w jednym miejscu Nowego Testamentu przez Pawła Apostoła w Liście do Rzymian (Rz 16,15).
Zaliczany do grona Siedemdziesięciu dwóch wysłańców Jezusa Chrystusa. Wspominany w grupie apostołów 4/17 stycznia.